# Nederland op de Olympische Winterspelen 1948
Nederland nam deel aan de Olympische Winterspelen 1948 in St. Moritz, Zwitserland. Het was de derde deelname en er werden net als bij de eerste twee deelnames geen medailles gewonnen. Van de vier mannen die deelnamen was vlaggendrager Jan Langedijk de eerste Nederlandse winterolympiër die voor de tweede keer deelnam.

## Deelnemers en resultaten

### Schaatsen
| Olympiër (deelname) | Discipline   | Resultaat | Prestatie         |
| ------------------- | ------------ | --------- | ----------------- |
| Kees Broekman       | 500 m (m)    | 28e       | 46,3 (-3,2)       |
| Kees Broekman       | 1500 m (m)   | 9e        | 2.21,0 (-3,4)     |
| Kees Broekman       | 5000 m (m)   | 6e        | 8.37,3 (-7,9)     |
| Kees Broekman       | 10.000 m (m) | 5e        | 17.54,7 (-28,4)   |
| Anton Huiskes       | 500 m (m)    | 27e       | 46,2 (-3,1)       |
| Anton Huiskes       | 1500 m (m)   | 24e       | 2.25,0 (-7,4)     |
| Anton Huiskes       | 5000 m (m)   | 12e       | 8.46.4 (-17,0)    |
| Anton Huiskes       | 10.000 m (m) | 14e       | 20.16,4 (-2.50,1) |
| Aad de Koning       | 500 m (m)    | 23e       | 45,9 (-2,8)       |
| Aad de Koning       | 1500 m (m)   | 25e       | 2.25,3 (-7,7)     |
| Aad de Koning       | 5000 m (m)   | 20e       | 8.57,6 (-28,2)    |
| Jan Langedijk       | 500 m (m)    | 29e       | 46,4 (-3,3)       |
| Jan Langedijk       | 1500 m (m)   | 13e       | 2.21,9 (-4,3)     |
| Jan Langedijk       | 5000 m (m)   | 5e        | 8.36,2 (-6,8)     |
| Jan Langedijk       | 10.000 m (m) | 6e        | 17.55,3 (-29,0)   |

Argentinië · België · Bulgarije · Canada · Chili · Denemarken · Finland · Frankrijk · Griekenland · Groot-Brittannië · Hongarije · IJsland · Italië · Joegoslavië · Libanon · Liechtenstein · Nederland · Noorwegen · Oostenrijk · Polen · Roemenië · Spanje · Tsjecho-Slowakije · Turkije · Verenigde Staten · Zuid-Korea · Zweden · Zwitserland